# Portrait d'Éléonore d'Aragon
Le Portrait d'Éléonore d'Aragon est une sculpture en marbre (hauteur 50 cm), réalisée par l'artiste italien Francesco Laurana autour de 1468, et conservée dans la Galerie régionale du Palazzo Abatellis de Palerme.

## Histoire
Le buste provient de la tombe d'Éléonore d'Aragon, comtesse de Caltabellotta (morte en 1405), située dans l'abbaye de Santa Maria del Bosco à Calatamauro. Il s'agit donc d'un portrait posthume. 
Au musée du Louvre, se trouve le Buste d'une princesse, très similaire.

## Description et style
Le très beau portrait féminin est représenté en buste, épaules comprises, coupé à hauteur de poitrine. L'effigie est caractérisée par une beauté lisse et mince, où la pureté des formes et la synthèse géométrique semblent se référer aux modèles de Piero della Francesca et Antonello de Messine. 
Les cheveux sont rassemblés sous un voile qui cache les oreilles et donne à la tête un aspect plus arrondi et plus lisse.

Détails
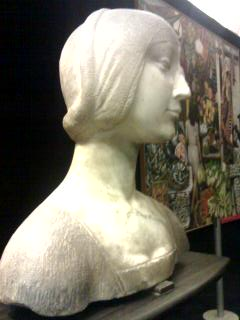
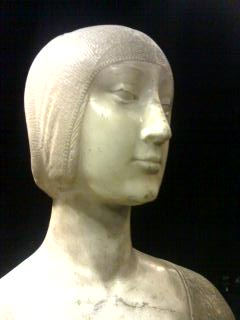